# Junta Apostólica

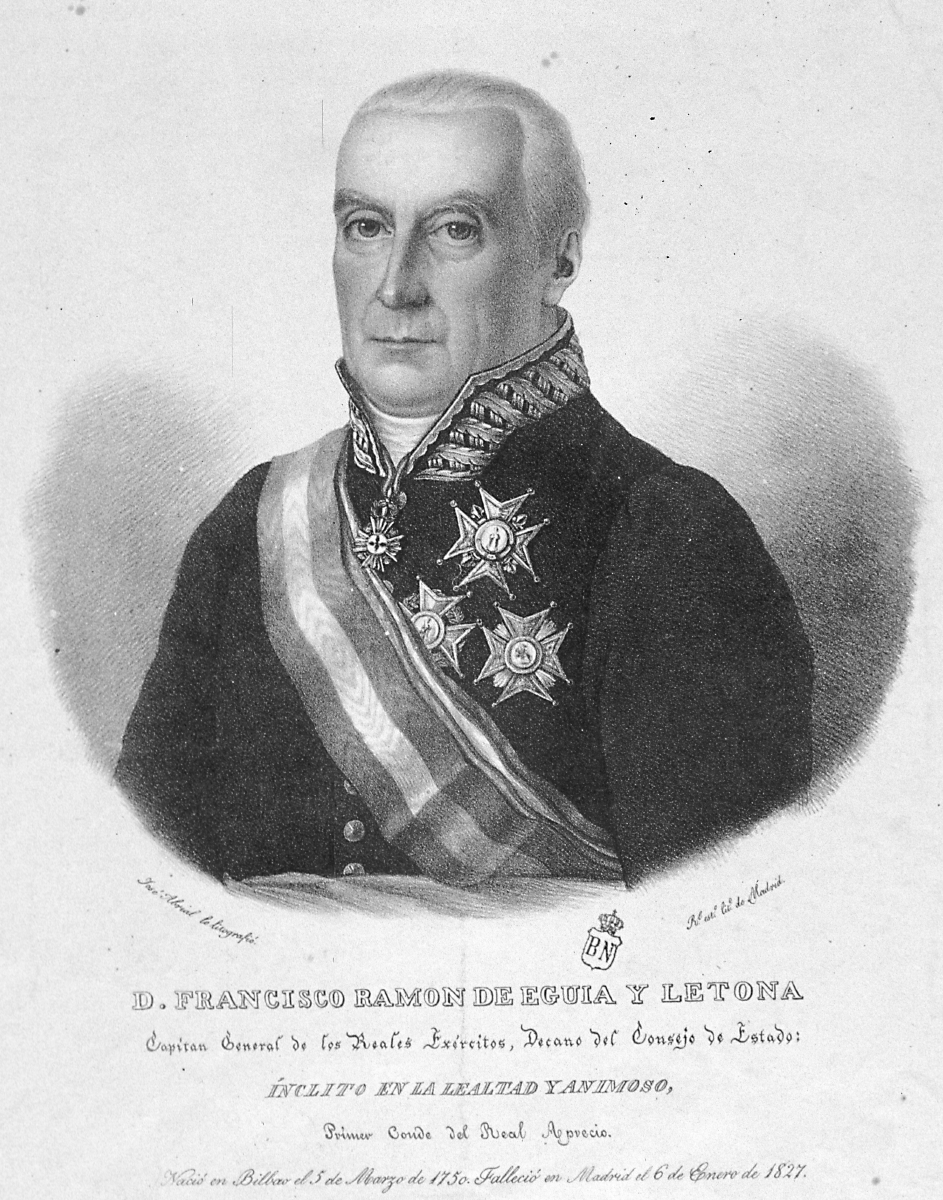
El general Francisco de Eguía, inspirador de la Junta Apostólica, fundada por su hija Juana e integrada inicialmente por familiares y amigos suyos.

La Junta Apostólica fue una sociedad secreta española ultrabsolutista que se fundó en 1822 durante el Trienio Liberal del reinado de Fernando VII y que prolongó su actividad durante la Década Ominosa. Ferozmente antiliberal, su objetivo fue devolver al rey su poder absoluto y mantenerlo sin introducir ningún tipo de cambios sobre la situación anterior a la Revolución española de 1820, lo que les llevó a enfrentarse también a los absolutistas reformistas. 
La Junta Apostólica fue la primera de las sociedades secretas que fundaron los realistas extremistas o «ultras» y que conocieron un gran auge durante la campaña contra la Ordenanza de Andújar. Promulgada el 8 de agosto de 1823 por el duque de Angulema, comandante de los Cien Mil Hijos de San Luis, pretendía poner coto a las detenciones arbitrarias e indiscriminadas de liberales por parte de los realistas, pero la campaña antifrancesa que organizaron éstos le obligó a rectificar y el 26 de agosto limitó la aplicación de la Ordenanza a los militares incluidos en las capitulaciones de los ejércitos españoles que se habían rendido. Estas sociedades secretas surgieron bajo el «impulso de clérigos y de sectores próximos a la Regencia [nombrada por el duque de Angulema tras su entrada en Madrid en mayo de 1823], con el objetivo de formar una opinión pública radicalmente contraria a cualquier medida de tolerancia hacia el liberalismo». Estas sociedades secretas, convertidas en centros de persecución de liberales, adoptaron diferentes nombres: El Ángel Exterminador, Sociedad del Áncora, Junta Concepcionista, La Estrella, etc.
En 1821 había surgido en Galicia una autodenominada Junta Apostólica que agrupaba a las diversas partidas realistas que actuaban en la región y que estaba presidida por el militar Manuel Freire de Andrade y por el canónigo de Santiago de Compostela Manuel Chantre. Se denominaba así porque se puso bajo la advocación del apóstol Santiago. Se había formado, según Emilio La Parra López, «por iniciativa de un grupo de militares retirados, clérigos, propietarios agrícolas y funcionarios de aquella región dispuestos a impedir la consolidación del constitucionalismo», pero «perdió relevancia» cuando en 1822 sus dirigentes se vieron obligados a exiliarse en Portugal.

## Historia
Fue fundada en 1822 por Juana Eguía, hija del general absolutista y hombre de confianza de Fernando VII, Francisco de Eguía. En sus comienzos la formaron familiares y amigos de este último y su objetivo inicial fue conseguir la intervención francesa para poner fin a la monarquía constitucional, instaurada tras el pronunciamiento de Riego, que finalmente se produciría en abril del año siguiente con la entrada en España de los Cien Mil Hijos de San Luis comandados por el duque de Angulema. Es muy probable que el rey Fernando VII, que se consideraba «cautivo» de los liberales, conociera su existencia a través del hijo de Eguía, Francisco Agustín, que actuaba de enlace entre los dos. El historiador Emilio La Parra López propone la hipótesis de que «cabría entender la Junta Apostólica como una organización similar a las "Confidencias" y otras asociaciones realistas impulsadas por el rey y sus allegados para acabar con el régimen constitucional».
Cuando los franceses entraron en Madrid en mayo de 1823 la Junta Apostólica conoció una especie de segunda fundación. Según un informe francés, pasó a presidirla el general Pedro Grimarest, que contó con el apoyo de dos de los regentes nombrados por el duque de Angulema, Antonio Gómez Calderón y el obispo de Osma. Se integraron en ella algunos militares, el antiguo inquisidor general Jerónimo Castillón y otros miembros del clero. Precisamente sus integrantes se reunían en el convento franciscano de Atocha y la Junta se financiaba gracias a las aportaciones de varios conventos de Madrid, además del de Atocha.
Para difundir sus mensajes antiliberales la Junta, según la fuente francesa, contó con unos ochenta mil frailes que viajaron por toda España en calidad de «misioneros político-apostólicos» y con periódicos como El Restaurador, dirigido por el fraile Manuel Martínez y cuyo lema era «Hay que eliminar a los negros [los liberales] hasta la cuarta generación», El Procurador del Rey y otros. En otro informe francés también se decía que «las reuniones apostólicas» se estaban extendiendo por toda España, entre otras razones porque proporcionaba empleos a sus miembros y que en los pueblos y en las pequeñas ciudades la Junta estaba dirigida por clérigos que alentaban a la delación de los «liberales». Una de las pruebas que aportaba el informe francés de la extensión que había alcanzado era la generalizada oposición que se dio entre los realistas españoles a la Ordenanza de Andújar, hasta conseguir dejarla prácticamente sin efecto.